# Saison 2 de Blague à part
Cet article présente le guide des épisodes de la deuxième saison de la série télévisée Blague à part.

## Épisode 1:Cadeau
- Michaël Cohen (Tonio)
- Sosie de Johnny Hallyday

## Épisode 2:Burnes
- Valérie Dermagne (Kelly Bineau)

## Épisode 3:Envie
- Amanda Lear

## Épisode 8:Subaro
- Michaël Cohen : Tonio

## Épisode 9:Mariage
- Alexandre Pottier : Morgoss

## Épisode 11:Occupé
- Géraldine Sorin-Robbe : Cléoo

## Épisode 13:Sourd et muet
- Dave

## Épisode 14:Allô
- Jean Dell

## Épisode 15:La Rançon
- Julie Delafosse : Coco
- Véronique Vandeven : Linda
- l'animatrice de télévision
- Johanna Landau : la nourrice

## Épisode 16:Bon sang de merde
- Julie Delafosse : Coco
- Catherine Hosmalin : Médecin
- Jean-Luc Levasseur : L'ami de Cocoo

## Épisode 17:Radio
- Audrey Langle : Claudia
- Raphaël Massart : Barnero
- Sophie Baignères : Jolie fille
- Valérie Drevon : Vavaa

## Épisode 18:Poteca
- Julie Delafosse : Coco
- Christian Abart : Mitch
- Claire Pataut : Fanny
- Pierrick Charpentier : Suspect
- Philippe Rigot : Policierr

## Épisode 20:Poussez
- Laurence Ashley : Ginger
- Juliette Degenne : Directrice de l'agence
- Charlotte Vermeil : Victoiree